# ダイアモンドの犬
『ダイアモンドの犬』（原題：Diamond Dogs）は、イギリスのミュージシャンであるデヴィッド・ボウイの7枚目のスタジオ・アルバム。
1974年5月31日にRCAレコードよりリリースされた。
その後、1990年にEMI（米国ではRYKO）よりCD化され再発売されており、その際ボーナストラックとして未発表テイクが2曲追加収録されている。また、2004年にも再発売されており、その際は2枚組で8曲がボーナストラックとして追加収録されている。

## 概要
前2作『ジギー・スターダスト』『アラジン・セイン』において虚構のスターを演じるというコンセプト・アルバムを立て続けにヒットさせていたボウイは、パブリック・イメージからの脱却のために「引退」宣言を行い、次作のコンセプトの検討をしていた。この頃、スタッフやバックバンドとのトラブルに巻き込まれ、精神的に追い詰められていたボウイは、僅かな食事と薬に頼る生活をしており、心身ともに憔悴しきっていた。そんな最中、イギリスの作家であるジョージ・オーウェルの作品『1984年』に影響を受けたボウイは、同作品のミュージカル化を企画し、計画を進めようとしていたが、著者の未亡人に拒否されたため、自らが半人半獣の姿で退廃した未来を予言するというコンセプトへと変更を余儀なくされた。また、この頃にある雑誌記者の紹介で、アメリカの作家であるウィリアム・バロウズを紹介されたボウイは、彼の影響で本アルバムにおいて「カットアップ」という手法で歌詞を作成、こうして両名からの強い影響によって本アルバムはコンセプト・アルバムとして完成した。しかし、前2作において共演していたバックバンドのメンバーであり、盟友であったミック・ロンソンなどは参加しておらず、華々しいイメージから遠ざかった作品に、多くの評論家からは批判を受けることとなった。また、本アルバムリリース後に同タイトルのツアーを始めたボウイだったが、ツアーの途中で突然ソウルミュージックを取り入れた全く異なるステージングへと路線を変更し、その後のアルバム『ヤング・アメリカンズ』へと至ることとなる。
英音楽誌NMEは、本作から「愛しき反抗」（5位）を「NMEが選ぶデヴィッド・ボウイの究極の名曲1〜40位」に選んでいる。

## 収録曲
| #  | タイトル                                           | 作詞                             | 作曲                             | 時間 |
| -- | -------------------------------------------------- | -------------------------------- | -------------------------------- | ---- |
| 1. | 「未来の伝説」(Future Legend)                      | デヴィッド・ボウイ（注記を除く） | デヴィッド・ボウイ（注記を除く） | 1:06 |
| 2. | 「ダイアモンドの犬」(Diamond Dogs)                 | デヴィッド・ボウイ（注記を除く） | デヴィッド・ボウイ（注記を除く） | 5:56 |
| 3. | 「美しきもの」(Sweet Thing)                        | デヴィッド・ボウイ（注記を除く） | デヴィッド・ボウイ（注記を除く） | 3:32 |
| 4. | 「キャンディデイト」(Candidate)                    | デヴィッド・ボウイ（注記を除く） | デヴィッド・ボウイ（注記を除く） | 2:40 |
| 5. | 「美しきもの（リプライズ）」(Sweet Thing(reprise)) | デヴィッド・ボウイ（注記を除く） | デヴィッド・ボウイ（注記を除く） | 2:30 |
| 6. | 「愛しき反抗」(Rebel Rebel)                        | デヴィッド・ボウイ（注記を除く） | デヴィッド・ボウイ（注記を除く） | 4:30 |

| #         | タイトル                                                                     | 作詞      | 作曲                                   | 時間  |
| --------- | ---------------------------------------------------------------------------- | --------- | -------------------------------------- | ----- |
| 7.        | 「ロックン・ロール・ウィズ・ミー」(Rock'N Roll With Me)                      |           | デヴィッド・ボウイ、ウォーレン・ピース | 3:59  |
| 8.        | 「死者の世界」(We Are the Dead)                                              |           |                                        | 4:58  |
| 9.        | 「1984年」(1984)                                                             |           |                                        | 3:27  |
| 10.       | 「ビッグ・ブラザー」(Big Brother)                                            |           |                                        | 3:22  |
| 11.       | 「永遠に周り続ける骸骨家族の歌」(Chant of the Ever Circling Skeletal Family) |           |                                        | 1:57  |
| 合計時間: | 合計時間:                                                                    | 合計時間: | 合計時間:                              | 38:25 |

## ボーナストラック
| #   | タイトル                                                                | 作詞                             | 作曲                             | 時間 |
| --- | ----------------------------------------------------------------------- | -------------------------------- | -------------------------------- | ---- |
| 12. | 「ドゥー・ドゥー」(Dodo (Previously unreleased track recorded in 1973)) | デヴィッド・ボウイ（注記を除く） | デヴィッド・ボウイ（注記を除く） | 2:55 |
| 13. | 「キャンディディット」(Candidate (Demo version recorded in 1973))       | デヴィッド・ボウイ（注記を除く） | デヴィッド・ボウイ（注記を除く） | 5:07 |

| #  | タイトル                                                        | 作詞                           | 作曲                           | 時間 |
| -- | --------------------------------------------------------------- | ------------------------------ | ------------------------------ | ---- |
| 1. | 「1984/ドゥー・ドゥー」(1984/Dodo)                              |                                |                                | 5:27 |
| 2. | 「愛しき反抗」(Rebel Rebel (US Single Version))                 |                                |                                | 2:58 |
| 3. | 「ドゥー・ドゥー」(Dodo)                                        |                                |                                | 2:55 |
| 4. | 「グロウイン・アップ」(Growin' Up)                              | ブルース・スプリングスティーン | ブルース・スプリングスティーン | 3:26 |
| 5. | 「キャンディディット (ALT VERSION)」(Candidate)                 |                                |                                | 5:07 |
| 6. | 「ダイアモンドの犬 (EDIT)」(Diamond Dogs (K-Tel Best Of Edit))  |                                |                                | 4:37 |
| 7. | 「キャンディディット (INTIMACY MIX)」(Candidate (Intimacy Mix)) |                                |                                | 2:57 |
| 8. | 「愛しき反抗 (2003 MIX)」(Rebel Rebel (2003 Version))           |                                |                                | 3:10 |

## 参加ミュージシャン
- デヴィッド・ボウイ - ボーカル、ギター、サクソフォーン、モーグ・シンセサイザー、メロトロン
- ハービー・フラワーズ - ベース
- トニー・ニューマン - ドラムス
- エインズレー・ダンバー - ドラムス
- マイク・ガースン - キーボード
- トニー・ヴィスコンティ - ストリングス
- アラン・パーカー - ギター（「1984年」のみ）
- アール・スリック（「Rock'N Roll With Me」）